# روبرتو اساوا
روبرتو اساوا (انگلیسی: Roberto Eslava؛ زادهٔ ۲۲ ژانویهٔ ۱۹۸۸) بازیکن فوتبال اهل اسپانیا است.